# Kamienica Miejska Nr 2 w Przeworsku
Kamienica Miejska nr 2 w Przeworsku – zabytkowa kamienica znajdująca się w Przeworsku przy ul. Kościelnej 2.

## Historia
W 1898 Rada Miasta Przeworska podjęła starania o uzyskanie pożyczki na budowę kamienicy, na terenie zakupionym od kościoła farnego. Wzniesienie kamienicy miejskiej przy ul. Kościelnej 2 omawiane było na posiedzeniach rady miejskiej w dniach: 13 III 1899, 23 VIII 1899, 28 XII 1899. Sprzyjające warunki i nowe miejsca pracy, a co za tym idzie wzrost liczby mieszkańców spowodowały konieczność budowy nowych lokali mieszkaniowych w dynamicznie rozwijającym się mieście. Koszt budowy obiektu wyniósł 60 tys. koron, kwota ta miała być spłacana przez 30 lat po 2 tys. koron rocznie. Miasto spodziewało się uzyskać z inwestycji duże dochody.
1 lipca 1902 wydzierżawiono drogą licytacji i oddano do użytku pierwsze sklepy:
- Sklep nr 1 - handel żelazny - Józef Maciej Brenner
- Sklep nr 2 - handel wiktualny - Majer Weiss
- Sklep nr 3 - handel galanteryjny - Boruch Engelhart
- Sklep nr 4 - handel masłem i serem - Getzel Tarnawter
- Sklep nr 5 - cukiernia - Władysław Kowalski

W późniejszym czasie na parterze budynku swój sklep posiadał handlowiec i wydawca Antoni Hannak.
Piętro z mieszkaniami ośmio- i czteropokojowymi wydzierżawiono zamożnym przeworszczanom. 
25 stycznia 2013 obiekt został wpisany do Rejestru Zabytków.

## Architektura
Detale architektoniczne i kompozycja fasad utrzymane są w stylu neobarokowo-neorenesansowym. Elewację zdobi boniowanie. Charakterystycznymi elementami są pilastry, frontony i kilkakrotnie powtórzony motyw herbu Przeworska.